# Bugs Bunny
Bugs Bunny és un personatge de ficció creat a finals de la dècada de 1930 a Warner Bros. Cartoons (originalment Leon Schlesinger Productions) i amb la veu originalment de Mel Blanc. Bugs és conegut sobretot pels seus papers destacats a les sèries de curtmetratges d'animació Looney Tunes i Merrie Melodies, produïts per Warner Bros. Les iteracions anteriors del personatge van aparèixer per primera vegada a Porky's Hare Hunt (1938) de Ben Hardaway i els curts posteriors abans que s'estrenés la caracterització definitiva de Bugs a A Wild Hare (1940) de Tex Avery. Bob Givens, Chuck Jones i Robert McKimson són acreditats per definir el disseny de Bugs.
Bugs és un conill o llebre gris i blanc antropomòrfic que es caracteritza per la seva personalitat feixuga i despreocupada. També es caracteritza per un accent de Brooklyn, la seva representació com a embaucador i el seu eslògan "Eh...What's up, doc?". Gràcies a la seva popularitat durant l'època daurada de l'animació nord-americana, Bugs es va convertir en una icona cultural nord-americana i Warner Bros.' mascota oficial.
Bugs va protagonitzar més de 160 curtmetratges produïts entre 1940 i 1964. Des de llavors ha aparegut en llargmetratges, programes de televisió, còmics i altres mitjans. Ha aparegut en més pel·lícules que qualsevol altre personatge de dibuixos animats, és la novena personalitat cinematogràfica més retratada del món i té la seva pròpia estrella al Passeig de la Fama de Hollywood.

## Curtmetratges
- The Hasty Hare.
- Hare Conditioned.
- Herr Meets Hare.